# Романов, Сергей Геннадьевич
Серге́й Генна́дьевич Рома́нов (род. 11 марта 1983) — российский футболист, защитник.
На профессиональном уровне провёл четыре сезона. С 2001 года — в составе клуба «Торпедо-ЗИЛ». В основном играл за дублирующий состав — 57 матчей за 2,5 сезона. В 2001—2002 годах провёл девять матчей в высшем дивизионе/премьер-лиге и два — в Кубке России. Во всех играх выходил на замену в середине или конце второго тайма. В 2003 году сыграл три матча в Кубке премьер-лиги, летом перешёл в клуб второго дивизиона «Северсталь» Череповец, в составе которого за 1,5 сезона провёл 37 матчей, поле чего завершил профессиональную карьеру.